# 2010 w boksie
Artykuł przedstawia najważniejsze wydarzenia z boksu amatorskiego i zawodowego, które miały miejsce w roku 2010, w układzie chronologicznym.

## Styczeń
9 stycznia
- Magdeburg – Robert Stieglitz (Niemcy) pokonał w obronie tytułu mistrza WBO w wadze super średniej przez techniczny nokaut w piątej rundzie Rubena Eduardo Acostę (Argentyna).

11 stycznia
- Tokio – Juan Carlos Salgado (Meksyk) stracił tytuł mistrza WBA w wadze junior lekkiej, przegrywając przez techniczny nokaut w dwunastej rundzie z Takashim Uchiyamą (Japonia).
- Tokio – Poonsawat Kratingdaenggym (Tajlandia) obronił tytuł mistrza WBA w wadze junior piórkowej, zwyciężając niejednogłośnie na punkty Japończyka Satoshi Hosono.

23 stycznia
- Pasay City – Brian Viloria (Stany Zjednoczone) stracił tytuł mistrza IBF w wadze junior muszej, przegrywając z Carlosem Tamarą (Kolumbia) przez techniczny nokaut w dwunastej rundzie.
- Nowy Jork – Juan Manuel Lopez (Portoryko) zdobył tytuł mistrza WBO w wadze piórkowej, pokonując Stevena Luevano (Stany Zjednoczone) w dziesiątej rundzie przez techniczny nokaut.
- Nowy Jork – Yuriorkis Gamboa (Kuba) obronił tytuł mistrza WBA w wadze piórkowej, zwyciężając przez techniczny nokaut w drugiej rundzie Rogersa Mtagwę (Tanzania).

29 stycznia
- Las Vegas – Gabriel Campillo (Hiszpania) stracił tytuł mistrza WBA w wadze półciężkiej, przegrywając niejednogłośnie na punkty z Beibutem Szumenowem (Kazachstan).

30 stycznia
- Neubrandenburg – Sebastian Sylvester (Niemcy) obronił tytuł mistrza IBF w wadze średniej, zwyciężając Billy’ego Lyella (Stany Zjednoczone) przez techniczny nokaut w dziesiątej rundzie.
- Meksyk – Jorge Arce (Meksyk) zdobył wakujący tytuł mistrza WBO w kategorii junior koguciej, zwyciężając na punkty Angky Angkota (Indonezja). Walka została przerwana w siódmej rundzie ze względu na kontuzją Angkota spowodowaną nieumyślnym zderzeniem głowami.
- Puebla – Román González (Nicaragua) obronił tytuł mistrza WBA w wadze słomkowej, pokonując przez techniczny nokaut w czwartej rundzie Ivan Meneses (Meksyk).

## Luty
6 lutego
- Monterrey – Edwin Valero (Wenezuela) obronił tytuł mistrza WBC w wadze lekkiej, zwyciężając przez techniczny nokaut w dziewiątej rundzie Antonio DeMarco (Meksyk).

7 lutego
- Kobe – Denkaosan Kaovichit (Tajlandia) stracił tytuł mistrza WBA w wadze muszej, przegrywając jednogłośnie na punkty z Japończykiem Daiki Kamedą.

13 lutego
- Las Vegas – Fernando Montiel obronił tytuł mistrza WBO w kategorii koguciej, wygrywając w pierwszej rundzie przez techniczny nokaut z Ciso Moralesem (Filipiny).

20 lutego
- Merida – Elio Rojas (Dominikana) obronił tytuł mistrza WBC w wadze piórkowej, zwyciężając jednogłośnie na punkty Meksykanina Guty’ego Espadasa Jr.
- Acapulco – Giovani Segura obronił tytuł mistrza WBA w wadze junior muszej, wygrywając przez techniczny nokaut w trzeciej rundzie z Walterem Tello.

27 lutego
- Gudalajara – Rodel Mayol (Filipiny) obronił tytuł mistrza WBC w kategorii junior muszej, remisując z Omarem Niño Romero.
- Bayamon – Marvin Sonsona (Filipiny) przegrał przez nokaut w czwartej rundzie walkę o wakujący tytuł WBO w wadze junior piórkowej z Wilfredo Vázquezem Jr.

## Marzec
6 marca
- Rancho Mirage – Wachtang Darczinjan (Armenia) obronił tytuł WBA Super w wadze junior koguciej, zwyciężając jednogłośnie na punkty z Meksykaninem Rodrigo Guerrero.
- Uncasville – Devon Alexander zwyciężył w walce unifikacyjnej Juana Urango (Kolumbia) przez techniczny nokaut w ósmej rundzie i stał się posiadaczem tytułów WBC i IBF w wadze lekkopółśredniej.

13 marca
- Berlin – Marco Huck (Niemcy) obronił tytuł mistrza WBO w wadze junior ciężkiej, nokautując w trzeciej rundzie Amerykanina Adama Richardsa.
- Arlington – Manny Pacquiao (Filipiny) obronił tytuł mistrza WBO w wadze półśredniej, wygrywając jednogłośnie na punkty z Joshuą Clotteyem (Ghana).
- Arlington – Humberto Soto (Meksyk) zdobył wakujący tytuł mistrza WBC w wadze lekkiej, zwyciężając jednogłośnie na punkty Davida Diaza (Stany Zjednoczone).

15 marca
- Berlin – zmarł Günther Heidemann (lat 78), niemiecki bokser, brązowy medalista Igrzysk Olimpijskich w Helsinkach (1952).

20 marca
- Düsseldorf – Władimir Kliczko (Ukraina) obronił tytuły mistrza IBF i WBO w wadze ciężkiej, nokautując w dwunastej rundzie Eddie Chambersa (Stany Zjednoczone).

26 marca
- East London – Raúl García (Meksyk) stracił tytuł mistrza IBF w kategorii słomkowej, przegrywając jednogłośnie na punkty z Nkosinathi Joyi (Republika Południowej Afryki.

27 marca
- Hamburg – Yuriorkis Gamboa (Kuba) obronił tytuł mistrza WBA w wadze piórkowej, zwyciężając jednogłośnie na punkty Jonathana Victora Barrosa (Argentyna).
- Rama – Steve Molitor (Kanada) zdobył wakujący tytuł mistrza IBF w wadze junior lekkiej, zwyciężając jednogłośnie na punkty Takalani Ndlovu.
- La Guaira – Anselmo Moreno (Panama) obronił tytuł mistrza WBA w wadze koguciej, wygrywając niejednogłośnie na punkty Nehomara Cermeno (Wenezuela).
- Las Vegas – Joan Guzman (Dominikana) zdobył wakujący tytuł mistrza IBF w wadze lekkiej, wygrywając niejednogłośnie na punkty z Ali Funekę (Południowa Afryka).
- Tokio – Pongsaklek Wonjongkam (Tajlandia) odzyskał tytuł mistrza WBC w wadze muszej, pokonując niejednogłośnie na punkty Japończyka Koki Kamedę.
- Tokio – Oleydong Sithsamerchai (Tajlandia) obronił tytuł mistrza WBC w wadze słomkowej, zwyciężając jednogłośnie na punkty Yasutaka Kurouki (Japonia).

## Kwiecień
3 kwietnia
- Manchester – David Haye (Wielka Brytania) obronił tytuł mistrza WBA w wadze ciężkiej, wygrywając przez techniczny nokaut w dziewiątej rundzie z Amerykaninem Johnem Ruizem.

9 kwietnia
- Lublana – Jan Zaveck (Słowenia) obronił tytuł mistrza IBF w wadze półśredniej, pokonując przez techniczny nokaut w dwunastej rundzie Argentyńczyka Rodolfo Ezequiela Martíneza.
- Massy – Simphiwe Nongqayi (Południowa Afryka) mistrz IBF w wadze junior koguciej obronił tytuł, remisując z Malikiem Bouziane (Francja).

10 kwietnia
- Sunrise – Andre Berto (Stany Zjednoczone) obronił tytuł mistrza WBC w wadze półśredniej, zwyciężając przez techniczny nokaut w ósmej rundzie Carlosa Quintanę (Portoryko).

17 kwietnia
- Magdeburg – Robert Stieglitz (Niemcy) obronił tytuł mistrza WBO w wadze super średniej, zwyciężając jednogłośnie na punkty Eduarda Gutknechta (Niemcy).
- Atlantic City – Kelly Pavlik (Stany Zjednoczone) stracił tytuły mistrza WBC i WBO w wadze średniej, przegrywając jednogłośnie na punkty z Sergio Gabrielem Martínezem (Argentyna).
- Montreal = Lucian Bute obronił tytuł mistrza IBF w wadze superśredniej, zwyciężając przez techniczny nokaut w trzeciej rundzie Edisona Mirandę (Kolumbia).

19 kwietnia
- Valencia – zmarł Edwin Valero (lat 29), bokser wenezuelski, mistrz WBA (2006-2008) w wadze junior lekkiej i WBC (2009-2010) w wadze lekkiej.

24 kwietnia
- Hamburg – Jürgen Brähmer (Niemcy) obronił tytuł mistrza WBO w wadze półciężkiej, wygrywając przez techniczny nokaut w piątej rundzie z Mariano Nicolasem Plotinskym (Argentyna).
- Herning – Carl Froch (Wielka Brytania) stracił tytuł mistrza WBC w wadze super średniej, przegrywając jednogłośnie na punkty z Mikkelem Kesslerem (Dania).

26 kwietnia
- Yaounde – zmarł Joseph Bessala (lat 75), bokser kameruński, srebrny medalista Igrzysk Olimpijskich w Meksyku (1968).

30 kwietnia
- Tokio – Hozumi Hasegawa (Japonia) w walce unifikacyjnej stracił tytuł mistrza WBC w wadze koguciej, przegrywając przez techniczny nokaut w czwartej rundzie z Fernando Montielem posiadaczem pasa WBO.
- Tokio – Toshiaki Nishioka obronił tytuł mistrza WBC w wadze junior piórkowej, wygrywając przez techniczny nokaut w piątej rundzie z Balwegiem Bangoyanem (Filipiny).

## Maj
1 maja
- Las Vegas – Shane Mosley (Stany Zjednoczone) mistrz WBA przegrał jednogłośnie na punkty walkę z Floydem Mayweatherem Jr, której stawką nie był tytuł.
- Oldenburg – Marco Huck (Niemcy) obronił tytuł mistrza WBO, zwyciężając w dziewiątej rundzie przez techniczny nokaut Briana Minto (Stany Zjednoczone).

8 maja
- Osaka – Hugo Fidel Cázares (Meksyk) zdobył tytuł mistrza WBA w wadze junior koguciej, wygrywając jednogłośnie na punkty z Nobuo Nashiro (Japonia).

14 maja
- Santa Ynez – Sergiy Dzinziruk (Ukraina) obronił tytuł mistrza WBO w wadze junior średniej, zwyciężając w dziesiątej rundzie przez techniczny nokaut Daniela Dawsona (Australia).

15 maja
- Ciudad Obregon – Cristóbal Cruz (Meksyk) stracił tytuł mistrza IBF w wadze piórkowej, przegrywając jednogłośnie na punkty z Orlando Salido (Meksyk).
- Buenos Aires – Omar Andrés Narváez (Argentyna) zdobył wakujący tytuł mistrza WBO w wadze junior koguciej, pokonując jednogłośnie na punkty Evertha Briceno (Nikaragua).
- Los Mochis – Humberto Soto (Meksyk) obronił tytuł mistrza WBC w wadze lekkiej, pokonując jednogłośnie na punkty Ricardo Dominguez (Meksyk).
- Nowy Jork – Amir Khan (Wielka Brytania) obronił tytuł mistrza WBA w wadze lekkopółśredniej, zwyciężając przez techniczny nokaut w jedenastej rundzie Paula Malignaggiego (Stany Zjednoczone).
- Łódź – Krzysztof Włodarczyk zdobył wakujący tytuł mistrza WBC w wadze junior ciężkiej, wygrywając przez techniczny nokaut w ósmej rundzie z Giacobbem Fragomenim (Włochy).

17 maja
- Saitama – Takashi Uchiyama obronił tytuł mistrza WBA w wadze junior lekkiej, zwyciężając przez techniczny nokaut w szóstej rundzie Angela Granadosa (Wenezuela).

20 maja
- Maha Sarakham – Poonsawat Kratingdaenggym (Tajlandia) obronił tytuł mistrza WBA w kategorii junior piórkowej, wygrywając z Shojim Kimurą przez nokaut w czwartej rundzie.

22 maja
- Los Angeles – Yonnhy Pérez (Kolumbia) obronił tytuł mistrza IBF w wadze koguciej, remisując z Abnerem Maresem.
- Rostock – Vitalij Tajbert (Niemcy) obronił tytuł mistrza WBC w wadze junior lekkiej, wygrywając na punkty z Hectorem Velazquezem (Meksyk). Walka został przerwana w dziewiątej rundzie po przypadkowym zderzeniu głowami.

29 maja
- Mar del Plata – Carlos Tamara (Kolumbia) stracił tytuł mistrza IBF w kategorii junior muszej, przegrywając niejednogłośnie na punkty z Luisem Alberto Lazarte (Argentyna).
- Bayamon – Román Martínez obronił tytuł mistrza WBO w wadze junior lekkiej, nokautując w czwartej rundzie Gonzalo Munguię (Nikaragua).
- Bayamon – Wilfredo Vázquez Jr. obronił tytuł mistrza WBO, zwyciężając przez techniczny nokaut w dziesiątej rundzie Zsolta Bedaka (Węgry).
- Gelsenkirchen – Witalij Kliczko obronił tytuł mistrza WBC w wadze ciężkiej, nokautując w dziesiątej rundzie Alberta Sosnowskiego (Polska).
- Windhoek Miguel Acosta (Wenezuela) został mistrzem WBA w wadze lekkiej, nokautując w szóstej rundzie Paulusa Mosesa.

## Czerwiec
4 czerwca – 13 czerwca
- Moskwa – MISTRZOSTWA EUROPY

5 czerwca
- Nowy Jork – Jurij Forman (Izrael) stracił tytuł mistrza WBA w wadze junior średniej, przegrywając przez techniczny nokaut w dziewiątej rundzie z Miguelem Angelem Cotto (Portoryko).
- Neubrandenburg – Sebastian Sylvester (Niemcy) obronił tytuł mistrza IBF w wadze średniej, remisując z Romanem Karmazinem (Rosja).
- Neubrandenburg – Steve Cunningham zwyciężył Troya Rossa przez techniczny nokaut w piątej rundzie w pojedynku o wakujący tytuł mistrza IBF w wadze junior ciężkiej.

12 czerwca
- Nowy Jork – Ivan Calderon (Portoryko) obronił tytuł mistrza WBO w wadze junior muszej, zwyciężając jednogłośnie na punkty Jesusa Iribe (Meksyk).
- Puebla – Julio César Miranda (Meksyk) zdobył wakujący tytuł mistrza WBO w wadze muszej, wygrywając w piątej rundzie przez techniczny nokaut z Richiem Mepranumem (Filipiny).

15 czerwca – 18 czerwca
- Quito – MISTRZOSTWA PANAMERYKAŃSKIE

19 czerwca
- Oakland – Andre Ward (Stany Zjednoczone) obronił tytuł WBA Super wagi superśredniej, jednogłośnie na punkty wygrywając z Allanem Greenem (Stany Zjednoczone).
- San Juan del Rio – Rodel Mayol (Filipiny) stracił tytuł mistrza WBC w kategorii junior muszej, przegrywając jednogłośnie na punkty z Omarem Niño Romero (Meksyk).

24 czerwca
- Wrocław – zmarł Kazimierz Paździor (lat 75), bokser polski, złoty medalista Igrzysk Olimpijskich w Rzymie (1960) oraz Mistrzostw Europy w Pradze (1957).

## Lipiec
3 lipca
- Tlalnepantla – Hugo Fidel Cázares obronił tytuł mistrza WBA w wadze junior koguciej, zwyciężając przez techniczny nokaut Everardo Moralesa (Meksyk).

10 lipca
- San Juan – Juan Manuel López (Portoryko) obronił tytuł mistrza WBO w kategorii piórkowej, wygrywając w drugiej rundzie przez techniczny nokaut z Bernabe Concepcionem (Filipiny).

17 lipca
- Tuxtla Gutierrez – Fernando Montiel obronił tytuły mistrza WBC i WBO w wadze koguciej, nokautując w trzeciej rundzie Rafaela Concepcióna (Panama).

23 lipca – 31 lipca
- Mayagüez – Igrzyska Ameryki Środkowej i Karaibów.

23 lipca
- Lemoore – Beibut Szumenow obronił tytuł mistrza WBA w wadze półciężkiej, jednogłośnie na punkty pokonując Wiaczesława Uzełkowa (Ukraina).

31 lipca
- Hamburg – Dimitri Sartison (Niemcy) obronił tytuł mistrza WBA w wadze super średniej, zwyciężając jednogłośnie na punkty Khorena Gevora (Armenia).
- Las Vegas – Dmitrij Pirog (Rosja) zdobył wakujący tytuł mistrza WBO w kategorii średniej, wygrywając przez techniczny nokaut w piątej rundzie z Danielem Jacobsem (Stany Zjednoczone).
- Las Vegas – Juan Manuel Márquez (Meksyk) obronił tytuły mistrza WBA i WBO w wadze lekkiej, zwyciężając jednogłośnie na punkty Juana Díaza (Stany Zjednoczone).
- Tepic – Simphiwe Nongqayi (Południowa Afryka) stracił tytuł mistrza IBF w wadze junior koguciej, przegrywając w szóstej rundzie przez techniczny nokaut z Juanem Alberto Rosasem (Meksyk).

## Sierpień
7 sierpnia
- St. Louis – Devon Alexander (Stany Zjednoczone) obronił tytuły IBF i WBC w wadze lekkopółśredniej, wygrywając jednogłośnie na punkty z Andrijem Kotelnikiem (Ukraina).
- St. Louis – Cory Spinks (Stany Zjednoczone) stracił tytuł mistrza IBF wadze junior średniej, przegrywając w piątej rundzie przez techniczny nokaut z Corneliusem Bundrage (Stany Zjednoczone).
- St. Louis – Tavoris Cloud (Stany Zjednoczone) obronił tytuł mistrza IBF w wadze półciężkiej, zwyciężając jednogłośnie na punkty Glena Johnsona (Jamajka).

13 sierpnia
- Wrocław – zmarł Artur Olech (lat 70), bokser polski, srebrny medalista Igrzysk Olimpijskich w Tokio (1964) i Meksyku (1968) oraz brązowy medalista Mistrzostw Europy w Bukareszcie (1969).

14 sierpnia
- Montreal – Jean Pascal (Kanada) obronił tytuł mistrza WBC w wadze półciężkiej, wygrywając przez techniczną decyzję z Chadem Dawsonem (Stany Zjednoczone). W jedenastej rundzie walka została przerwana po przypadkowym zderzeniu głowami i kontuzji Dawsona.
- Panama – Anselmo Moreno (Panama) obronił tytuł mistrza WBA w wadze koguciej, zwyciężając niejednogłośnie na punkty Nehomara Cermeno (Wenezuela).
- Laredo – Miguel Vázquez (Meksyk) zdobył wakujący tytuł mistrza IBF w wadze lekkiej, wygrywając jednogłośnie na punkty z Koreańczykiem Kim Ji-hoonem.
- Guasave – Donnie Nietes (Filipiny) obronił tytuł mistrza WBO w wadze słomkowej, zwyciężając jednogłośnie na punkty Mario Rodriguez (Meksyk).

21 sierpnia
- Erfurt – Marco Huck (Niemcy) obronił tytuł mistrza WBO w wadze junior ciężkiej, wygrywając w piątej rundzie przez techniczny nokaut Matta Godfreya (Stany Zjednoczone).

28 sierpnia
- Guaynabo – Giovanni Segura (Meksyk) w walce unifikacyjnej znokautował ósmej rundzie Ivána Calderóna (Portoryko) i stał się posiadaczem tytułów WBA Super i WBO w wadze junior muszej. Pojedynek został uznany przez magazyn The Ring za walkę roku.

30 sierpnia
- Donieck – Wjaczesław Senczenko (Ukraina) obronił tytuł mistrza WBA w wadzepółśredniej, zwyciężając jednogłośnie na punkty Chariego Jose Navarro (Wenezuela).

## Wrzesień
1 września
- Brakpan – Mzonke Fana (Południowa Afryka) zdobył wakujący tytuł mistrza IBF w wadze junior lekkiej, wygrywając jednogłośnie na punkty z Cassiusem Baloyi (Południowa Afryka).
- Brakpan – Moruti Mthalane obronił tytuł mistrza IBF w wadze muszej, zwyciężając w piątej rundzie przez techniczny nokaut Zolaniego Tete (Południowa Afryka).

3 września
- Chiang Mai – Oleydong Sithsamerchai (Tajlandia) obronił tytuł mistrza WBC w kategorii słomkowej, remisując z Pornsawanem Porpramookiem (Tajlandia).

4 września
- Mar del Plata – Luis Alberto Lazarte (Argentyna) obronił tytuł mistrza IBF w wadze junior muszej, wygrywając jednogłośnie na punkty z Nerysem Espinozą (Nikaragua).
- Monterrey – Julio César Miranda (Meksyk? obronił tytuł mistrza WBO w wadze muszej, zwyciężając w ósmej rundzie przed czasem Ronaldo Ramosa (Kolumbia).
- Guadalajara Omar Niño Romero (Meksyk) obronił tytuł mistrza WBC w kategorii junior muszej, pokonując przez techniczny nokaut w siódmej rundzie Ronalda Barrerę (Kolumbia).
- Glasgow – Román Martínez (Portoryko) stracił tytuł mistrza WBO w wadze junior lekkiej, przegrywając jednogłośnie na punkty z Ricky Burnsem (Wielka Brytania).
- Lublana – Jan Zaveck (Słowenia) obronił tytuł mistrza IBF w wadze półśredniej, zwyciężając niejednogłośnie na punkty Rafała Jackiewicza (Polska).
- Kolonia – Felix Sturm (Niemcy) obronił tytuł WBA Super w wadze średniej, wygrywając jednogłośnie na punkty z Giovannim Lorenzo (Dominikana).

9 września – 18 września
- Bridgetown – MISTRZOSTWA ŚWIATA KOBIET

11 września
- Las Vegas – Yuriorkis Gamboa (Kuba) zwyciężył jednogłośnie na punkty Orlando Salido (Meksyk) i stał się posiadaczem tytułów IBF i WBA Super w wadze piórkowej.
- Frankfurt Władimir Kliczko obronił tytuły mistrza IBF i WBO w wadze ciężkiej, nokautując w dziesiątej rundzie Samuela Petera (Nigeria).
- Houghton-le-Spring – Steve Molitor (Kanada) obronił tytuł mistrza IBF w wadze junior piórkowej, zwyciężając niejednogłośnie na punkty Jasona Bootha (Wielka Brytania).

18 września
- Culiacan – Humberto Soto (Meksyk) obronił tytuł mistrza WBC w wadze lekkiej, wygrywając jednogłośnie na punkty Fidela Monterrosę Munoza (Kolumbia).

20 września
- Saitama – Tomás Rojas (Meksyk) zdobył wakujący tytuł WBC w wadze junior koguciej, zwyciężając jednogłośnie na punkty Kohei Kono (Japonia).
- Saitama – Takashi Uchiyama (Japonia) obronił tytuł mistrza WBA w kategorii junior lekkiej, wygrywając w piątej rundzie przez techniczny nokaut z Royem Mukhlisem (Indonezja).

25 września
- Warszawa – Krzysztof Włodarczyk (Polska) obronił tytuł mistrza WBC w wadze junior ciężkiej, jednogłośnie na punkty wygrywając z Jasonem Robinsonem (Stany Zjednoczone).
- Tokio – Daiki Kameda (Japonia) obronił tytuł mistrza WBA w wadze muszej, pokonując jednogłośnie na punkty Takefumi Sakatę (Japonia).

## Październik
2 października
- Tokio – Lee Ryol-li (Japonia) zdobył tytuł mistrza WBA w wadze junior piórkowej, zwyciężając jednogłośnie na punkty Poonsawata Kratingdaenggyma (Tajlandia).
- Panama – Guillermo Jones (Panama) obronił tytuł mistrza WBA w wadze junior ciężkiej, wygrywając w jedenastej rundzie przez techniczny nokaut z Walerym Brudowem (Rosja).

8 października
- Muang – Pongsaklek Wonjongkam (Tajlandia) obronił tytuł mistrza WBC w wadze muszej, pokonując jednogłośnie na punkty Suriyan Sor Rungvisaia (Tajlandia).

9 października
- Tlalnepantla – Hugo Fidel Cázares (Meksyk) obronił tytuł mistrza WBA w wadze junior koguciej, zwyciężając przez techniczny nokaut w dziewiątej rundzie Alberto Rossela (Peru).

15 października
- Montreal – Lucian Bute (Rumunia) obronił tytuł mistrza IBF w wadze super średniej, nokautując w dziewiątej rundzie Jessego Brinkleya (Stany Zjednoczone).

16 października
- [ Monterrey – Julio César Miranda obronił tytuł mistrza WBO w wadze muszej, wygrywając przez techniczny nokaut w drugiej rundzie z Michaelem Arango (Kolumbia).
- Hamburg – Witalij Kliczko (Ukraina) obronił tytuł mistrza WBC w wadze ciężkiej, zwyciężając jednogłośnie na punkty Shannona Briggsa (Stany Zjednoczone).
- Kissimmee – Wilfredo Vázquez Jr. (Portoryko) obronił tytuł mistrza WBO w wadze junior piórkowej, pokonując w jedenastej rundzie przez techniczny nokaut Ivana Hernandeza (Meksyk).

24 października
- Tokio – Toshiaki Nishioka (Japonia) obronił tytuł mistrza WBC w junior piórkowej, zwyciężając jednoglośnie na punkty Rendalla Munroe’a (Wielka Brytania).

30 października
- Rostock – Sebastian Sylvester (Niemcy) obronił tytuł mistrza IBF w wadze średniej, wygrywając jednogłośnie na punkty z Mahirem Oralem (Niemcy).

31 października
- Cancun – 31 października ÷ 6 listopada 48 Konwencja Federacji World Boxing Council (WBC).

## Listopad
5 listopada
- Bangkok – Kwanthai Sithmorseng (Tajlandia) zdobył wakujący tytuł mistrza WBA w wadze słomkowej, pokonując niejednogłośnie na punkty Pigmy Kokietgyma (Tajlandia).

6 listopada
- Merida – Omar Niño Romero (Meksyk) stracił tytuł mistrza WBC w wadze junior muszej, przegrywając niejednogłośnie na punkty z Gilberto Keb Baasem (Meksyk).
- Las Vegas – Juan Manuel López (Portoryko) obronił tytuł mistrza WBO w wadze piórkowej, wygrywając przezd czasem w ósmej rundzie z Rafaelem Márquezem (Meksyk).

13 listopada
- Manchester – David Haye (Wielka Brytania) obronił tytuł mistrza WBA w wadze ciężkiej, zwyciężając w trzeciej rundzie przez techniczny nokaut Audleya Harrisona (Wielka Brytania).
- Arlington – Manny Pacquiao (Filipiny) zdobył wakujący tytuł mistrza WBC w wadze junior średniej, pokonując jednogłośnie na punkty Antonio Margarito (Meksyk). Jako pierwszy bokser zdobył tytuł mistrzowski w ośmiu kategoriach wagowych.

16 listopada – 26 listopada
- Guangzhou – IGRZYSKA AZJATYCKIE

20 listopada
- Drezno – Robert Stieglitz (Niemcy) obronił tytuł mistrza WBO w kategorii super średniej, zwyciężając jednogłośnie na punkty Enrique Ornelas (Meksyk).
- Atlantic City – Sergio Gabriel Martínez (Argentyna) obronił tytuł mistrza WBC w wadze średniej, nokautując w drugiej rundzie Paula Williamsa (Stany Zjednoczone).

22 listopada
- Managua – 22 ÷ 27 listopada 89 Konwencja Federacji World Boxing Association (WBA).

26 listopada
- Nagoya – Hozumi Hasegawa zdobył wakujący tytuł mistrza WBC w wadze piórkowej, zwyciężając jednogłośnie na punkty Juana Carlosa Burgosa (Meksyk).
- Nagoya – Vitali Tajbert (Niemcy) stracił tytuł mistrza WBC w wadze junior lekkiej, przegrywając jednogłośnie na punkty z Takahiro Aoh (Japonia).

27 listopada
- Tijuana – Miguel Vázquez (Meksyk) obronił tytuł mistrza IBF w wadze lekkiej, wygrywając jednogłośnie na punkty z Ricardo Dominguezem (Meksyk).
- Oakland – Andre Ward obronił tytuł WBA Super w kategorii super średniej, zwyciężając jednogłośnie na punkty Sakio Bikę (Australia).
- Las Vegas – Juan Manuel Márquez (Meksyk) obronił tytuły WBA i WBO w wadze lekkiej, wygrywając przez techniczny nokaut w dziewiątej rundzie z Michaelem Katsidisem (Australia).
- Las Vegas – Andre Berto (Stany Zjednoczone) obronił tytuł mistrza WBC w wadze półśredniej, pokonując w pierwszej rundzie przez techniczny nokaut Freddy’ego Hernandeza (Meksyk).
- Helsinki – Carl Froch (Wielka Brytania) zdobył wakujący tytuł mistrza WBC w wadze super średniej, zwyciężając jednogłośnie na punkty Arthura Abrahama (Niemcy).

## Grudzień
4 grudnia
- Glasgow – Ricky Burns (Wielka Brytania) obronił tytuł mistrza WBO w wadze junior lekkiej, wygrywając jednogłośnie na punkty z Andreasem Evensenem (Norwegia).
- Anahaim – Humberto Soto (Meksyk) obronił tytuł mistrza WBC w wadze lekkiej, zwyciężając jednogłośnie na punkty Urbano Antillon (Meksyk).
- Las Heras – Jonathan Victor Barros zdobył wakujący tytuł mistrza WBA w wadze piórkowej, pokonując przez techniczny nokaut w siódmej rundzie Irvinga Beery’ego (Panama).

5 grudnia
- Dżakarta – Chris John obronił tytuł WBA Super w kategorii piórkowej, zwyciężając jednogłośnie na punkty Fernando Davida Soucedo (Argentyna).

11 grudnia
- Torreon – Juan Alberto Rosas (Meksyk) stracił tytuł mistrza IBF w wadze junior koguciej, przegrywając jednogłośnie na punkty z Cristianem Mijaresem (Meksyk).
- Las Vegas – Amir Khan (Wielka Brytania) obronił tytuł mistrza WBA w wadzelekkopółśredniej, zwyciężając jednogłośnie na punkty z Marcosem René Maidaną.
- Tacoma – Yonnhy Pérez (Kolumbia) stracił tytuł mistrza IBF w wadze koguciej, przegrywając jednogłośnie na punkty z Josephem Agbeko (Ghana).

16 grudnia
 Astana – Giennadij Gołowkin (Rosja) obronił tytuł WBA w wadze średniej, nokautując w trzeciej rundzie Nilsona Julio Tapię (Kolumbia).
17 grudnia
- Miami – Tavoris Cloud obronił tytuł mistrza IBF w wadze półciężkiej, wygrywając jednogłośnie na punkty z Fulgencio Zunigą (Kolumbia).

18 grudnia
- Berlin – Marco Huck (Niemcy) obronił tytuł mistrza WBO w wadze junior ciężkiej, zwyciężając niejednogłośnie na punkty Denisa Lebiediewa (Rosja).
- Mar del Plata – Luis Alberto Lazarte (Argentyna) obronił tytuł mistrza IBF w wadze junior muszej, remisując z Ulisesem Solisem (Meksyk).
- Quebec – Jean Pascal (Kanada) obronił tytuł mistrza WBC w wadze półciężkiej, remisując z Bernardem Hopkinsem (Stany Zjednoczone).

23 grudnia
- Osaka – Hugo Fidel Cázares (Meksyk) obronił tytuł mistrza WBA w wadze junior koguciej, zwyciężając jednogłośnie Hiroyukiego Hisatakę (Japonia).

26 grudnia
- Saitama – Daiki Kameda (Japonia) obronił tytuł WBA w wadze muszej, pokonując niejednogłośnie na punkty Silvio Olteanu (Rumunia).
- Saitama – Koki Kameda zdobył wakujący tytuł WBA w wadze koguciej, wygrywając jednogłośnie na punkty z Alexandrem Munozem (Wenezuela).